# Pio Ferraris
Pio Ferraris (Turín, Provincia de Turín, Italia, 19 de mayo de 1889 - Turín, Provincia de Turín, Italia, 5 de febrero de 1957) fue un futbolista italiano. Se desempeñaba en la posición de delantero.

## Selección nacional
Fue internacional con la selección de fútbol de Italia en 4 ocasiones y marcó 1 gol. Debutó el 29 de agosto de 1920, en un encuentro ante la selección de Francia que finalizó con marcador de 3-1 a favor de los franceses.

#### Participaciones en Juegos Olímpicos
| Olímpicos                        | Sede    | Resultado        |
| -------------------------------- | ------- | ---------------- |
| Juegos Olímpicos de Amberes 1920 | Bélgica | Cuartos de final |

## Clubes
| Club             | País   | Año         |
| ---------------- | ------ | ----------- |
| Juventus F. C.   | Italia | 1919 - 1923 |
| F. C. Casale     | Italia | 1923 - 1924 |
| Bentegodi Verona | Italia | 1924 - 1926 |
| Juventus F. C.   | Italia | 1926 - 1927 |
| Savona F. C.     | Italia | 1927 - 1929 |